# Азербайджанское каспийское морское пароходство
Азербайджанское каспийское морское пароходство (азерб.  Azərbaycan Xəzər Dəniz Gəmiçiliyi) — судоходное предприятие Азербайджана.

## История

### Период Российской империи

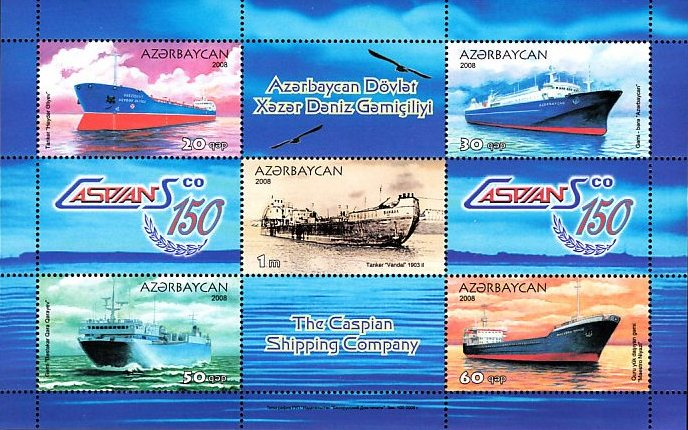
Марки, посвященные 150-летию Азербайджанского каспийского морского пароходства

Начало промышленной разработки нефти в Баку послужило стимулом к развитию судоходства и новых судов.
В 1873 году впервые в мире на Каспии была сдана в эксплуатацию нефтеперевозочная баржа «Александр». Первый в мире железный танкер «Зороастр» 1878 года постройки был привезён и эксплуатировался в Баку. Первый теплоход с двигателем внутреннего сгорания «Вандал» 1903 года постройки и первый в мире управляемый двумя реверсивными двигателями танкер «Дело» 1908 года постройки также были привлечены к грузоперевозкам в Баку.
Свои нефтеналивные суда на Каспии приобрели Товарищество нефтяного производства братьев Нобель и другие нефтяные компании.
Каспийское морское пароходство, также известное как «Каспар», ведёт свое начало с 21 мая 1858 года, со дня основания акционерного общества «Кавказ и Меркурий».

### Период Азербайджанской ССР
После установления советской власти частные пассажирские, торговые и грузовые суда были национализированы. 6 июня 1920 года декретом АзРевКома №22  был национализирован Каспийский торговый флот, в том числе морские и речные суда, береговые сооружения, доки, мастерские, заводы. Управление флотом было передано Управлению каспийского водного транспорта.  В состав государственного флота вошло 390 кораблей различного тоннажа, включая 106 парусных кораблей.
С 1 октября 1923 года руководство морским транспортом было поручено Государственному акционерному обществу «Каспийское пароходство».
1 апреля 1934 года в составе Народного комиссариата водного транспорта создано Каспийское пароходство. 
На январь 1942 года в составе пароходства состояли суда «Азербайджанец», «Ахундов», «Баксовет».
В 1953 году произошло объединение пароходств «Каспийский флот» и «Каспийский танкер» и было создано Каспийское морское пароходство.
Начиная с 1954 года, каспийские корабли, проходя через Волго-Балтийский водный путь, начали плавание в страны Северной Европы.
В 1962 году открыт пароходно-паромный переход — линия «Баку — Красноводск».

### Современный период
В 2013 году путем объединения существовавших в республике двух крупных флотов — Азербайджанского государственного каспийского морского пароходства и Каспийского морского нефтяного флота ГНКАР создано Азербайджанское каспийское морское пароходство.

## Флот
Транспортный флот состоит из 98 судов, в том числе 34 танкера, 13 паромов, 15 универсальных сухогрузов, 2 суда типа Ro-Ro, а также 35 технических, снабженческих и служебно-вспомогательных судов.
В состав специализированного флота входят 204 судна, в том числе 22 крановых, 18 буксирно-снабженческих, 25 пассажирских, 2 трубоукладывающих, 6 пожарных, 5 инженерно-геологических, 11 водолазных и 116 служебных и вспомогательных судов.
В состав ЗАО «Азербайджанское каспийское морское пароходство» входят транспортный, дноуглубительный и служебно-вспомогательный флот, судоремонтное производственное объединение «Каспморсудоремонт», учебные, снабженческие и агентирующие организации.
Самой крупной баржей флота является «STB-1» длиной 163 м, шириной 5 м. Грузоподъёмность баржи составляет 18 000 тонн.

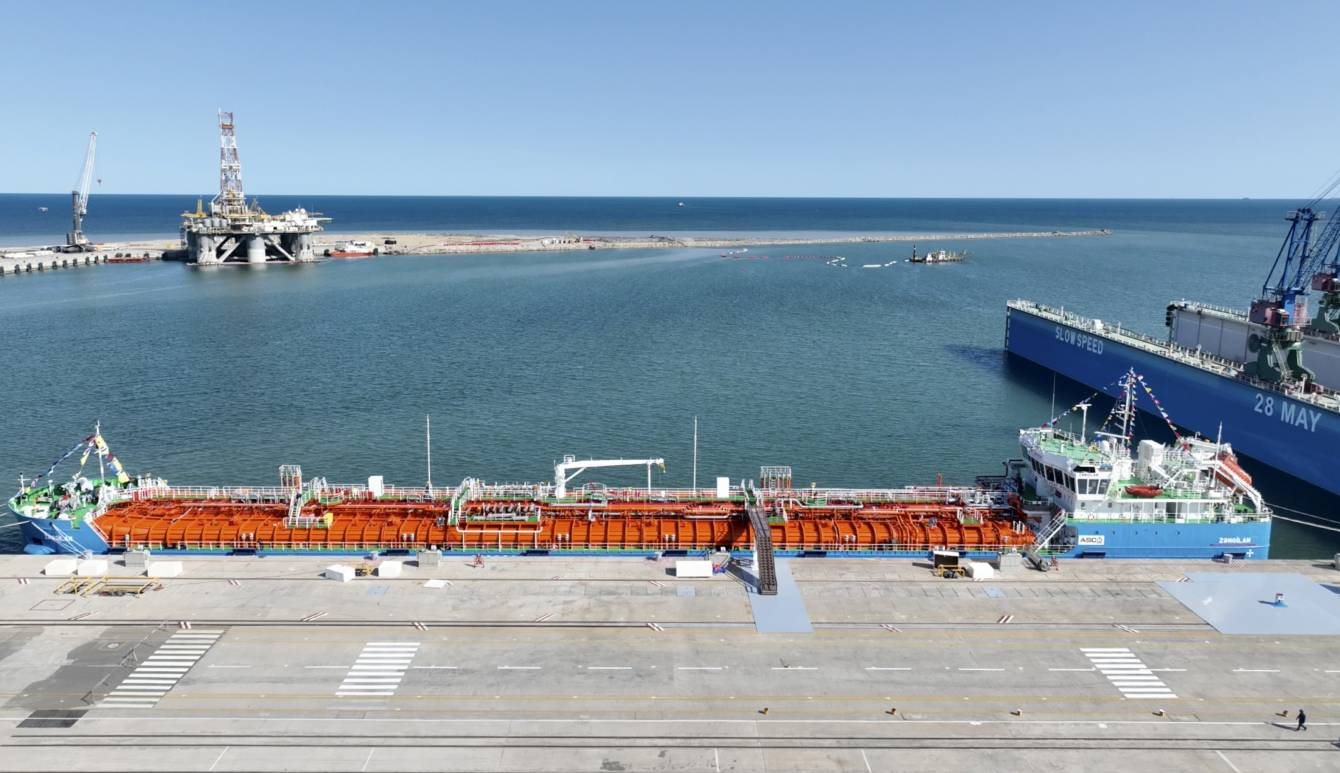
Танкер Зангилан 2 июля 2024

В 2004 году предприятие получило самый крупнотоннажный танкер на Каспийском море, флагман пароходства «Президент Гейдар Алиев», танкер «Бабек», к конвейеру грузоперевозок в 2005 году подключилось судно «Шах Исмаил Хатаи», в 2006 году еще два танкера пополнили флот Каспара.
20 декабря 2008 года сдан в эксплуатацию танкер «Зангезур» типа афрамакс грузоподъёмностью 13 000 тонн, длина — 150 метров, ширина — 17,3 метра, водоизмещение — 7,14 метра.
В июне 2023 года сданы в эксплуатацию танкеры «Карабах», «Шуша» типа афрамакс. Дедвейт каждого танкера составляет 115 тысяч тонн. Танкеры предназначены для перевозки сырой нефти.
Компанией планируется приобретение двух балкеров типа Handysize для перевозки сухих грузов в международных водах.
27 мая 2024 года введено в эксплуатацию первое судно типа Handysize «Ходжалы». Грузоподъемность сухогруза составляет 38 593 тонны. Судно стало самым высоким по грузоподъемности в Азербайджане. Грузоподъемность данного судна в 8 раз превышает грузоподъемность иных судов. Длина судна – 180 метров, ширина – 30 метров, высота борта – 15 метров, осадка – 10,47 метра. Максимальная скорость – 15,7 метра.
2 июля 2024 года введён в эксплуатацию танкер «Зангилан». Танкер предназначен для перевозки нефтехимической продукции. Длина танкера — 141 м, ширина — 16,9 м, высота — 6 м. Грузоподъёмность — 8 009 тонн. Максимальная скорость — 10 узлов в час. На судне расположены шесть грузовых танков общей вместимостью 9 212 м3.
23 августа 2024 года введён в эксплуатацию танкер «Ханкенди». Танкер типа афрамакс. Грузоподъёмность — 115,5 тыс. тонн, длина — 249,95 м, ширина — 44 м, высота борта — 21,2 м, осадка — 15,22 м, максимальная скорость — 16 узлов.
Танкеры «Шуша», «Карабах», «Зангезур», «Ханкенди» используются в водах за пределами Каспийского моря.
В октябре 2024 года приобретено второе судно типа типа Handysize сухогруз «Муровдаг» грузоподъёмностью 38 000 тонн, длиной 179,9 метров, шириной 30 метров, высота борта — 15 метров, осадка — 10,47 метра, максимальная скорость — 15,7 узла. Судно построено в 2020 году в Японии. Судно имеет неограниченную дальность плавания.
На март 2025 года у компании насчитывается 5 танкеров типа Афрамакс.

## Структура
В состав пароходства входят:
- морской транспортный флот
- Каспийский нефтяной флот
- судоремонтный завод «Биби Эйбат»
- судоремонтный и судостроительный завод «Зых»

Азербайджан с 1995 года является членом Международной морской организации.

## Деятельность
Азербайджанское каспийское морское пароходство осуществляет:
- транспортировка грузов
- перевозка пассажиров
- транспортные услуги нефтедобывающим компаниям на море

Направления перевозки пассажиров и груза:
- Баку (Алят) — Туркменбаши
- Баку (Алят) — Актау (Курык)

Судоремонтные заводы «Зых» и «Биби Эйбат» осуществляют ремонт судов и технического оборудования, изготовление различных видов запасных частей для судов, оказывают морские инженерные услуги.

### 2023
В 2023 году на Бакинском судоремонтно-строительном заводе «Зых» было отремонтировано 27 судов, на судоремонтном заводе «Бибиэйбат»  — 76 судов.

### 2024
6 июля 2024 года танкер «Ходжалы» стал первым морским судном Азербайджана с 1991 года, пришвартовавшемся в порту США, перевезя груз цемента из южнокорейского порта Бакпюнг в порт Портленд.
В 2024 году был приобретён танкер «Aitolos» типа Афрамакс.

## Судостроение
В июне 2022 года сдана в эксплуатацию самоходная баржа на воздушной подушке «ACB Argymak».

## Азербайджанская государственная морская академия

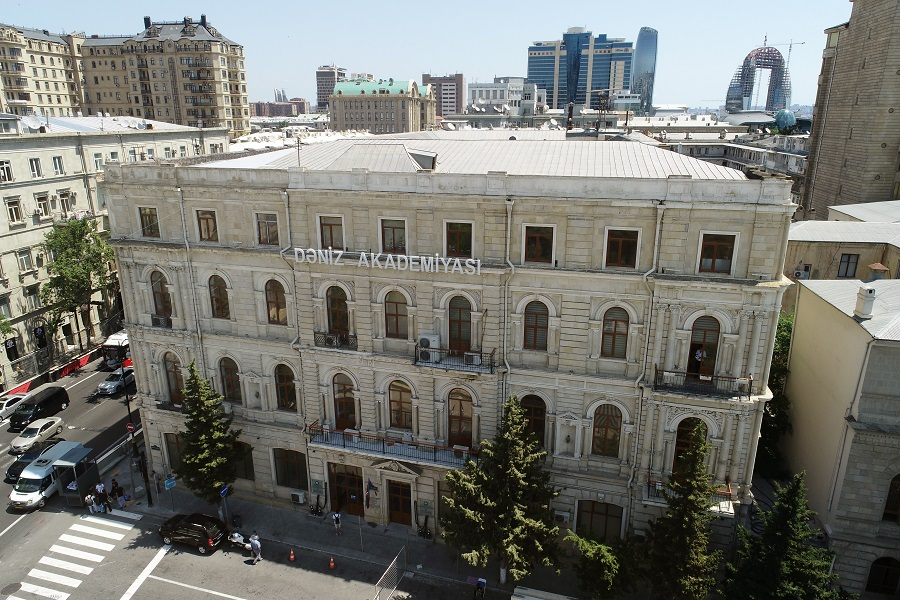
Азербайджанская государственная морская академия

В 1881 году созданием Мореходных классов в Азербайджане была заложена основа морского образования. В 1902 году было учреждено Бакинское училище дальнего плавания на базе Бакинских мореходных классов. Позже было переименовано на Бакинский мореходный техникум, а с 1944 года стало называться Бакинское мореходное училище. Постановлением Кабинета Министров Азербайджанской Республики за № 91 от 15 июля 1996 года на базе Бакинского мореходного училища была создана Азербайджанская государственная морская академия.
Профессорско-преподавательский состав Академии состоит из 96-ти человек. Из них 10 являются докторами наук, профессорами, 20 — кандидатами наук, доцентами, 35 — старшими преподавателями и 31 — ассистентами.
Функционируют 3 факультета («Морская техника и технология», «Морская навигация и менеджмент», «Электромеханика и радиоэлектроника») и 6 кафедр.
Дипломы и сертификаты, выдаваемые Академией, имеют международное признание.
С января 2000 года Азербайджанская государственная морская академия включена в каталог морских учебных заведений Международной морской организации под номером 012.

## Начальники пароходства
| Начальник                       | Годы руководства |
| Мухин, Николай Павлович         | 1953 — 1954      |
| Ханмамедов М. А                 | 1954 — 1956      |
| Рагимов Махмуд Джафар Кули оглы | 1956 — 1965      |
| Мухин, Николай Павлович         | 1965 — 1968      |
| Гашумов, Джаббар Азим оглы      | 1968 — 1987      |
| Ахмедов Т. К                    | 1987 — 1991      |
| Баширов Айдын А. О.             | 1991 — 2013      |
| Велиев, Рауф Геюш оглы          | 2013 — наст. вр. |